# Weston (Hertfordshire)
Weston – wieś w Anglii, w hrabstwie Hertfordshire, w dystrykcie North Hertfordshire. Leży 19 km na północ od miasta Hertford i 50 km na północ od centrum Londynu.